# Alfredo Morales
Alfredo Morales, né le 12 mai 1990 à Berlin en Allemagne, est un joueur international américain de soccer, qui joue au poste de milieu défensif au Earthquakes de San José en MLS.

## Biographie

### Parcours en club
Formé au Hertha Berlin, il fait ses débuts professionnels avec son club formateur en 2. Bundesliga le 5 décembre 2010 lors d'une rencontre perdue face au TSV 1860 Munich (0-1). À l'issue de sa première saison avec l'équipe fanion, celle-ci est promue en Bundesliga avant d'être relégué dès son retour dans l'élite. Morales est alors limité en temps de jeu et rejoint le FC Ingolstadt 04 le 17 mai 2013 pour un contrat de deux ans. Avec Ingolstadt, il connaît la promotion en première division et deux saisons à ce niveau avant de retour l'antichambre du football allemand. Après cinq saisons, il signe finalement en faveur du Fortuna Düsseldorf et retrouve la Bundesliga.
Le 7 avril 2021, alors que son temps de jeu en 2. Bundesliga n'est pas régulier avec Düsseldorf, il est transféré au New York City FC en MLS et s'engage pour trois saisons, avec une année d'option.

### Carrière internationale
Alfredo Morales est convoqué pour la première fois par le sélectionneur national Jürgen Klinsmann pour un match amical contre le Canada le 29 janvier 2013. Il entre à la 74e minute à la place de Kyle Beckerman (0-0). 
Alfredo Morales est appelé par le sélectionneur Jürgen Klinsmann dans le groupe américain pour la Gold Cup 2015. 
Il compte seize sélections et zéro but avec l'équipe des États-Unis depuis 2013.

### Vie privée
Il est marié à Nadja depuis le 27 décembre 2011 avec qui il a deux garçons, Emilio, né le 16 mars 2012 et Eliano, né le 30 mai 2015.

## Statistiques
| Saison                | Club                  | Championnat           | Championnat | Championnat | Coupe(s) nationale(s) | Coupe(s) nationale(s) | Compétition(s) continentale(s) | Compétition(s) continentale(s) | Compétition(s) continentale(s) | Séries | Séries | États-Unis | États-Unis | Total | Total |
| Saison                | Club                  | Division              | M.          | B.          | M.                    | B.                    | Comp.                          | M.                             | B.                             | M.     | B.     | M.         | B.         | M.    | B.    |
| 2010-2011             | Hertha BSC Berlin     | 2. Bundesliga         | 3           | 0           | 0                     | 0                     | -                              | -                              | -                              | -      | -      | 0          | 0          | 3     | 0     |
| 2011-2012             | Hertha BSC Berlin     | Bundesliga            | 8           | 0           | 2                     | 0                     | -                              | -                              | -                              | -      | -      | 0          | 0          | 10    | 0     |
| 2012-2013             | Hertha BSC Berlin     | 2. Bundesliga         | 9           | 1           | 1                     | 0                     | -                              | -                              | -                              | -      | -      | 1          | 0          | 11    | 1     |
| Sous-total            | Sous-total            | Sous-total            | 20          | 1           | 3                     | 0                     | -                              | 0                              | 0                              | 0      | 0      | 1          | 0          | 24    | 1     |
| 2013-2014             | FC Ingolstadt 04      | 2. Bundesliga         | 32          | 1           | 2                     | 0                     | -                              | -                              | -                              | -      | -      | 0          | 0          | 34    | 1     |
| 2014-2015             | FC Ingolstadt 04      | 2. Bundesliga         | 32          | 2           | 1                     | 0                     | -                              | -                              | -                              | -      | -      | 11         | 0          | 44    | 2     |
| 2015-2016             | FC Ingolstadt 04      | Bundesliga            | 24          | 1           | 1                     | 0                     | -                              | -                              | -                              | -      | -      | 0          | 0          | 25    | 1     |
| 2016-2017             | FC Ingolstadt 04      | Bundesliga            | 27          | 1           | 1                     | 0                     | -                              | -                              | -                              | -      | -      | 0          | 0          | 28    | 1     |
| 2017-2018             | FC Ingolstadt 04      | 2. Bundesliga         | 27          | 4           | 2                     | 1                     | -                              | -                              | -                              | -      | -      | 0          | 0          | 29    | 5     |
| Sous-total            | Sous-total            | Sous-total            | 142         | 9           | 7                     | 1                     | -                              | 0                              | 0                              | 0      | 0      | 12         | 0          | 161   | 10    |
| 2018-2019             | Fortuna Düsseldorf    | Bundesliga            | 23          | 1           | 3                     | 0                     | -                              | -                              | -                              | -      | -      | 0          | 0          | 26    | 1     |
| 2019-2020             | Fortuna Düsseldorf    | Bundesliga            | 27          | 1           | 4                     | 0                     | -                              | -                              | -                              | -      | -      | 3          | 0          | 34    | 1     |
| 2020-2021             | Fortuna Düsseldorf    | 2. Bundesliga         | 15          | 0           | 2                     | 0                     | -                              | -                              | -                              | -      | -      | 0          | 0          | 17    | 0     |
| Sous-total            | Sous-total            | Sous-total            | 65          | 2           | 9                     | 0                     | -                              | 0                              | 0                              | 0      | 0      | 3          | 0          | 77    | 2     |
| 2021                  | New York City FC      | MLS                   | 27          | 0           | 1                     | 0                     | -                              | -                              | -                              | 4      | 0      | -          | -          | 32    | 0     |
| 2022                  | New York City FC      | MLS                   | 24          | 0           | 2                     | 0                     | LCC                            | 5                              | 1                              | 0      | 0      | -          | -          | 31    | 1     |
| 2023                  | New York City FC      | MLS                   | 0           | 0           | 0                     | 0                     | LCup                           | 0                              | 0                              | -      | -      | -          | -          | 0     | 0     |
| Sous-total            | Sous-total            | Sous-total            | 51          | 0           | 3                     | 0                     | -                              | 5                              | 1                              | 4      | 0      | -          | -          | 63    | 1     |
| Total sur la carrière | Total sur la carrière | Total sur la carrière | 278         | 12          | 22                    | 1                     | -                              | 5                              | 1                              | 4      | 0      | 16         | 0          | 325   | 14    |

## Palmarès
| Hertha Berlin (2)                               | FC Ingolstadt 04 (1)                    | New York City FC (2)                                                                                             |
| ----------------------------------------------- | --------------------------------------- | --- |
| - 2. Bundesliga (2) : - Champion : 2011 et 2013 | - 2. Bundesliga (1) : - Champion : 2015 | - Coupe de la Major League Soccer (1) : - Vainqueur en 2021 - Conférence Est de la MLS (1) : - Vainqueur en 2021 |